# Яккатут (Кашкадар'їнська область)
Яккатут (узб. Yakkatut, Яккатут) — міське селище в Узбекистані, в Кітабському районі Кашкадар'їнської області.
Статус міського селища з 2009 року.